# El viatge de l'elefant
El viatge de l'elefant és una novel·la de l'escriptor portuguès i guanyador del premi Nobel José Saramago. Publicat en portuguès amb el títol A viagem do elefante el 2008. Ha estat traduït al català al mateix any per Núria Prats Espar i publicada per Edicions 62.

## Argument
La novel·la parteix d'un fet històric, el regal que Joan III de Portugal va fer a l'arxiduc Maximilià d'Àustria amb motiu del seu casament amb Maria d'Àustria filla de l'emperador Carles V. Aquest regal consistia en un elefant, de nom Salomó (que després serà canviat a Solimà, per ordre de l'arxiduc) i fou fet el 1551. En la novel·la se'ns explica com el rei de Portugal decideix fer aquest regal i com organitza una comitiva per enviar-lo a Valladolid, on Maximilià i la seva muller exerceixen de virreis de Castella. L'autor coneix aquesta història quan visita una lectora de portuguès de Viena.
En un primer moment, la comitiva està regida per un comandant portuguès i en aquest territori viuen diferents situacions, com l'entusiasme amb què són rebuts per part de la població, curiosa per veure un elefant de prop, o els perills que suposen els llops que ronden pels camins. Tot explicat des de l'òptica del cornac de l'elefant, Subhro (i més tard, Fritz, com l'elefant, canviat per l'arxiduc).
Arribats a Castelo Rodrigues i superat un petit enfrontament entre portuguesos i austríacs per qüestions de protocol, es dirigeixen a Valladolid, d'on ràpidament parteixen cap a Roses per embarcar rumb a Gènova. La travessa d'Itàlia en direcció a Viena és d'allò més pintoresca, per un costat a Pàdua, on es demana al cornac que faci que l'elefant s'agenolli davant de la catedral com a mostra d'un miracle per contrarestar el poder protestant. També es visita Trento mentre s'hi celebra el concili, per enfilar els Alps, a través del Tirol i arribar a destí. A Viena l'elefant serà protagonista d'un nou miracle, aquest cop completament fortuït, quan salvi amb la trompa una nena de morir esclafada. La gent de la ciutat el recordarà amb alegria, així com els seus amos.
A Viena l'elefant només viurà dos anys més, i morirà a finals de 1553. El seu cornac serà recompensat pels seus serveis i decidirà retornar a Lisboa, però no se sap si hi va arribar.
En tota l'obra, apareixen lúcides reflexions del cornac i del narrador sobre tot allò que veuen i viuen, que serveixen a l'autor per fer referències a temes d'actualitat amb fina ironia i mordacitat.
Seguint el costum de l'autor, els punts en la novel·la són escassos, i també l'ús de majúscules.

## Premis i reconeixements
- 2009 Premi São Paulo de Literatura — nominat a la categoria de millor llibre de l'any (original en portuguès)[1]
- 2011 Premi de Traducció Oxford-Weidenfeld — Guanyadora (traducció anglesa).[2]